# Paul Christiansen

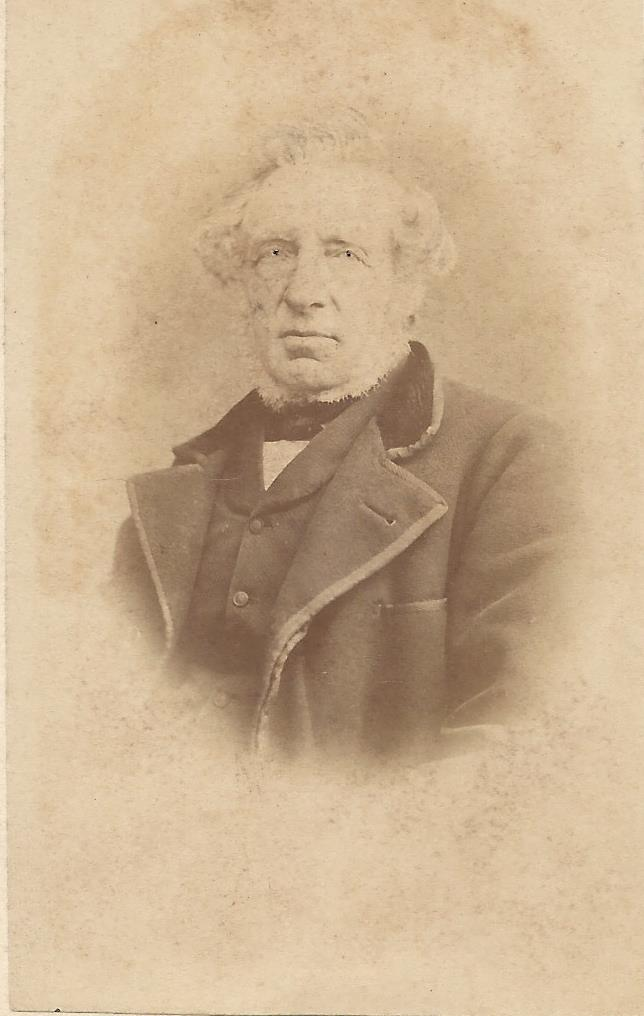
Paul Christiansen

Paul Christiansen (geboren am 6. März 1807 in Haderslev; gestorben am 28. April 1893 in New York City, New York, Vereinigte Staaten) war ein Maurer- und Baumeister.

## Familie und Ausbildung
Paul Christiansen wurde als Sohn des Maurermeisters Mathias Christiansen und Johanna Elisabeth Paade am 6. März 1807 in Haderslev geboren.
Er erlernte den Beruf des Maurers im Betrieb seines Vaters und erhielt 1826 seinen Gesellenbrief. Ein Jahr später begann er seine Wanderjahre und reiste durch Deutschland, Österreich und nach Kopenhagen. Hierbei sammelte er Erfahrungen und Wissen über Architektur, Baustatik und technisches Zeichnen. 1833 schloss er seine Wanderjahre ab und wurde Maurermeister.
Paul Christiansen heiratete am 2. November 1844 Ingeborg Dahlmann (geboren am 2. Januar 1821 in Vilstrup Sogn; gestorben am 1. Februar 1898 in New York City), Tochter des Hofbesitzers Mikkel Dahlmann und Gunder Dorothea Feddersen. 1892 wanderte die Familie in die Vereinigten Staaten aus. Dort starb Paul Christiansen am 28. April 1893 in New York City.

## Arbeit
1833 kehrte Paul Christiansen nach Haderslev zurück und trat wieder in den väterlichen Betrieb ein, den er später übernahm und ihm den Namen Paul Christiansen og Søn gab. Von 1836 bis 1837 baute er im Rahmen seines ersten Bauprojekts ein Eigenheim am Slotsgrunden 1 in Haderslev.
Innerhalb kurzer Zeit wurde er führender Baumeister der Stadt und ihrer Umgebung. Er baute nicht nur Gebäude in Haderslev, sondern in den 1850er Jahren auch Häuser auf umliegenden Höfen. Paul Christiansen war vom späten Klassizismus inspiriert. Seine Gebäude sind von strammer Symmetrie und Einfachheit gekennzeichnet.
Außer der Arbeit als Baumeister, war Paul Christiansen beigeordneter Bürger in Haderslev von 1843 bis 1850. Damit war er Mitglied einer der gewählten Versammlungen der Regierung. Darüber hinaus war er Innungsmeister der Maurerzunft und Lehrer an der Friedrichsschule, wo er technisches Zeichnen lehrte.

## Gebäude

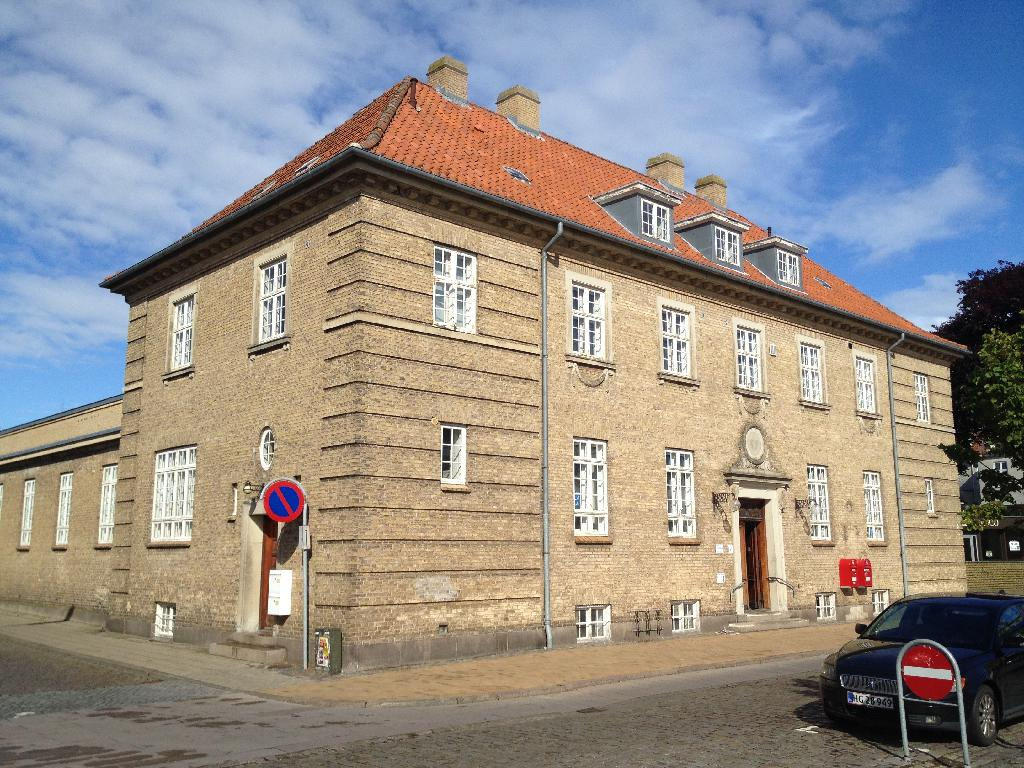
Haderslev Posthaus

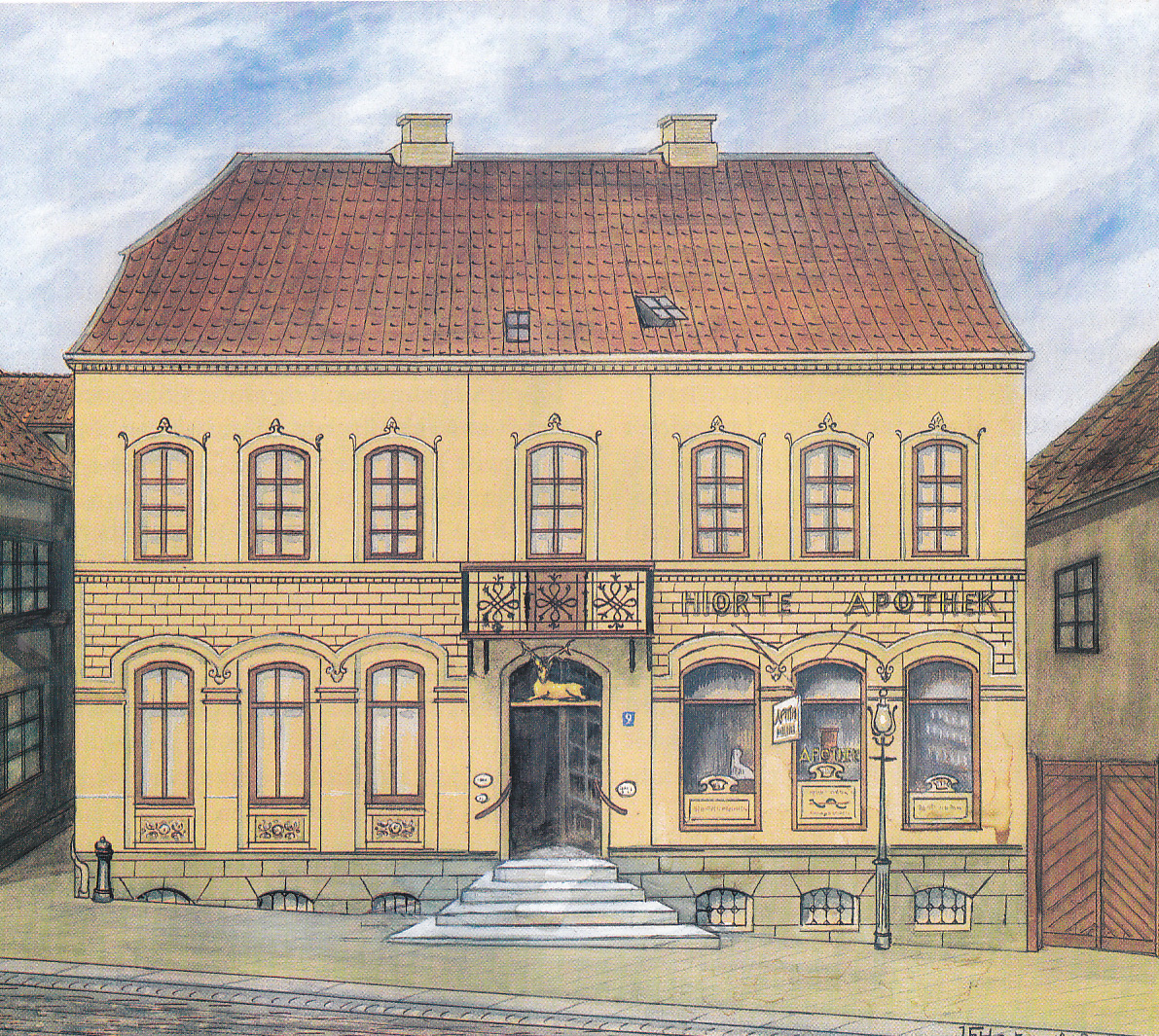
Hirschapotheke, Zeichnung von 1842

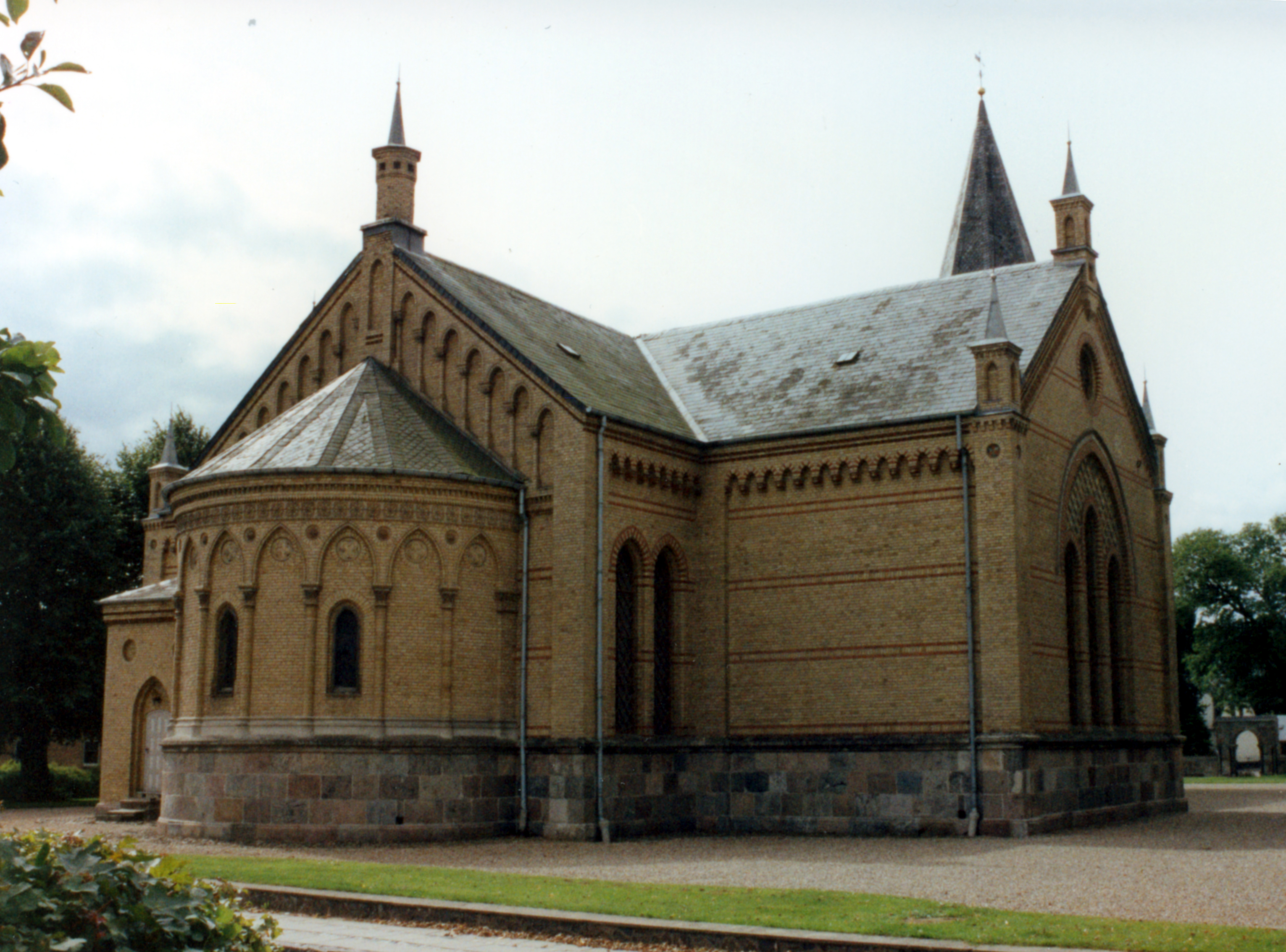
Tyrstrup Kirche

| Baujahr | Adresse                        | Art                                                                  | Denkmalschutz seit |
| ------- | ------------------------------ | -------------------------------------------------------------------- | ------------------ |
| 1836–37 | Slotsgrunden 1, Haderslev      | Grundgemauertes Vorderhaus mit Ziegeldach in 2 Etagen mit Hinterhaus | 1989               |
| 1837–38 | Laurids Skausgade 8, Haderslev | Umbau des Armen- und Krankenhauses                                   | 1990               |
| 1839    | Storegade 86, Haderslev        | Christina Fredericia Stiftung, Langhaus mit 11 Fächern in 2 Etagen   | 1989               |
| 1842    | Apotekergade 9A, Haderslev     | Hirschapotheke (Hjorteapoteket)                                      | 1971               |
| 1840er  | Naffet 39, Haderslev           | Grundgemauertes Vorderhaus in 2 Etagen, teilweise unterkellert       |                    |
| 1857    | Jomfrustien 46, Haderslev      | Haderslev Gaswerk, Umbau                                             |                    |
| 1863    | Storegade 3, Haderslev         | Haus für den Tabakfabrikanten H.C. Hansen                            |                    |
| 1867    | Ved Postgården                 | Haderslev Posthaus                                                   |                    |
| 1875    | Klosteret 9, Haderslev         | Umbau des grundgemauerten Langhauses mit Fächern in 2 Etagen         |                    |
| 1880    | Apotekergade 13, Haderslev     | Grundgemauertes Langhaus mit 9 Fensterfächern                        |                    |
| 1858    | Gl. Hørregårdsvej 54, Erlev    | Hørregård (Hørrehof)                                                 |                    |
| 1862    | Haderslevvej 7, Christiansfeld | Tyrstrup Kirche                                                      |                    |
| 1863    | Ribevej 51, Skrydstrup         | Skrydstrup Pfarrhof                                                  |                    |
| 1865    | Nørbygårdvej 50, Hoptrup       | Nørbygård (Nørbyhof)                                                 |                    |